# Bosowo
Bosowo (ros. Босово) – wieś w Rosji, w rejonie waszkińskim obwodu wołogodzkiego. W 2010 r. liczyła 2 mieszkańców.